# کیم یون کیونگ
کیم یون کیونگ (انگلیسی: Kim Yeon-koung; کره‌ای: 김연경; هانجا: 金軟景; لاتین‌نویسی اصلاح‌شده: Kim Yeon-gyeong، تلفظ کره‌ای: [kim.jʌngjʌŋ]؛ زادهٔ ۲۶ فوریه ۱۹۸۸) بازیکن والیبال حرفه‌ای اهل کره جنوبی و عضو سابق کمیسیون ورزشکاران اف‌آی‌وی‌بی است. او یک دریافت کننده قدرتی (Outside Hitter) و کاپیتان سابق تیم ملی کره جنوبی است. او در اوت ۲۰۲۱ از تیم ملی خداحافظی کرد. او اکنون برای باشگاه چینی والیبال زنان شانگهای بازی می‌کند.